# Twilight Time (album)
Twilight Time – drugi studyjny album fińskiego zespołu Stratovarius. Pierwsze jego wydanie ukazało się w 1991 roku wyłącznie w Finlandii i nosiło inną nazwę: „Stratovarius II”, oraz posiadało inną okładkę. Twilight Time został wydany w 1992 roku przez Shark Records. Muzyka zawarta na nim to głównie heavy metal przypominający dokonania zespołów NWOBHM z progresywnymi naleciałościami. Utwory „The Hands Of Time” i „Out Of The Shadows” to zaś szybkie, power metalowe kompozycje, typowe dla późniejszych płyt Finów.

## Lista utworów
1. Break The Ice” – 4:42
2. The Hands Of Time” – 5:36
3. Madness Strikes At Midnight” – 7:19
4. Metal Frenzy” – 2:20
5. Twilight Time” – 5:51
6. The Hills Have Eyes” – 6:20
7. Out Of The Shadows” – 4:10
8. Lead Us Into The Light” – 5:45

## Twórcy
- Timo Tolkki – gitara, śpiew
- Jari Behm – gitara basowa
- Antti Ikonen – instrumenty klawiszowe
- Tuomo Lassila – perkusja

## Informacje o albumie
- nagrany: Millbrook Studio
- produkcja: Timo Tolkki/ Stratovarius
- nagrywanie i mixy: Juha Heininena
- okładka: Erica Philippe
- logo: Susanne Nokelainen
- fotografie: John Vihervä